# Masakazu Satō
Masakazu Satō (佐藤 正和, Satō Masakazu) (né le 23 septembre 1976 sur l'île d'Hokkaidō au Japon) est un joueur professionnel japonais de hockey sur glace.

## Carrière de joueur
Un des rares joueurs d'origine japonaises qui a évolué avec le Anyang Halla de Corée du Sud et les China Sharks en Chine. Il a précédemment joué pour les Nippon Paper Cranes pendant presque une décennie avant de se joindre pour trois saisons aux Nikko Kobe IceBucks.
Il a aussi joué à deux reprises pour le Japon lors du Championnat du monde de hockey sur glace.

## Statistiques

### En club
| Saison    | Équipe              | Ligue       |    | Saison régulière | Saison régulière | Saison régulière | Saison régulière | Saison régulière |   | Séries éliminatoires | Séries éliminatoires | Séries éliminatoires | Séries éliminatoires | Séries éliminatoires |
| Saison    | Équipe              | Ligue       | PJ | B                | A                | Pts              | Pun              | PJ               | B | A                    | Pts                  | Pun                  |                      |                      |
| 1995-1996 | Nippon Paper Cranes | Japon       | 12 | 0                | 0                | 0                | 16               |                  |   |                      |                      |                      |                      |                      |
| 1996-1997 | Nippon Paper Cranes | Japon       | 26 | 6                | 2                | 8                | 18               |                  |   |                      |                      |                      |                      |                      |
| 1997-1998 | Nippon Paper Cranes | Japon       | 38 | 4                | 2                | 6                | 16               |                  |   |                      |                      |                      |                      |                      |
| 1998-1999 | Nippon Paper Cranes | Japon       | 40 | 10               | 13               | 23               | 44               |                  |   |                      |                      |                      |                      |                      |
| 1999-2000 | Nippon Paper Cranes | Japon       |    |                  |                  |                  |                  |                  |   |                      |                      |                      |                      |                      |
| 2001-2002 | Nippon Paper Cranes | Japon       | 40 | 9                | 9                | 18               |                  |                  |   |                      |                      |                      |                      |                      |
| 2003-2004 | Nippon Paper Cranes | Asia League | 4  | 0                | 0                | 0                | 2                | -                | - | -                    | -                    | -                    |                      |                      |
| 2004-2005 | Nikko Kobe IceBucks | Asia League | 39 | 6                | 8                | 14               | 28               | -                | - | -                    | -                    | -                    |                      |                      |
| 2005-2006 | Nikko Kobe IceBucks | Asia League | 38 | 3                | 5                | 8                | 18               | 3                | 1 | 1                    | 2                    | 2                    |                      |                      |
| 2006-2007 | Nikko Kobe IceBucks | Asia League | 29 | 10               | 6                | 16               | 56               | 7                | 2 | 0                    | 2                    | 0                    |                      |                      |
| 2007-2008 | Anyang Halla        | Asia League | 21 | 2                | 0                | 2                | 28               | 2                | 0 | 0                    | 0                    | 0                    |                      |                      |
| 2008-2009 | China Sharks        | Asia League | 20 | 2                | 3                | 5                | 61               | -                | - | -                    | -                    | -                    |                      |                      |

### En équipe nationale
| Année | Équipe | Compétition          |   | PJ | B | A | Pts | Pun          |  | Résultats |
| 1999  | Japon  | Championnat du monde | 3 | 0  | 0 | 0 | 2   | 16e position |  |           |
| 2000  | Japon  | Championnat du monde | 6 | 0  | 0 | 0 | 2   | 16e position |  |           |